# 타이나 엘그
타이나 엘그(Taina Elg, 1930년 3월 9일 ~ 2025년 5월 15일)는 핀란드의 배우이다.

## 생애

### 어린 시절
엘그는 1930년 헬싱키에서 태어나 투르쿠에서 핀란드 피아니스트 오케 엘그(본명 루드비히)와 러시아계 헬레나 도로모바(러시아계)의 부모님 밑에서 자랐다.

### 배우 시절

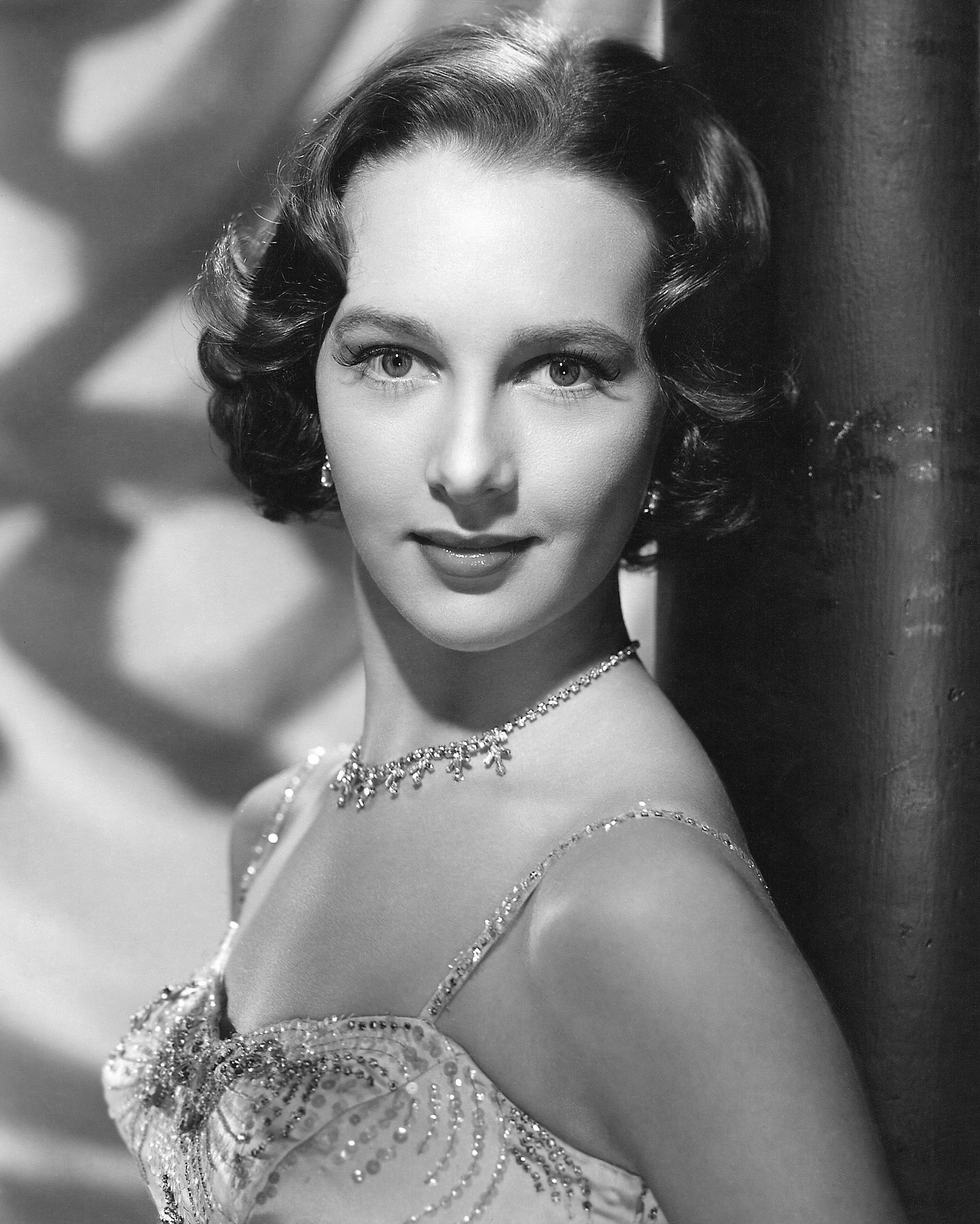
1955년 모습

그녀는 1950년대 중반에 메트로 골드윈-마이어와 7년 계약을 체결했다. 1957년, 그녀는 골든 글로브에서 외국인 신인상을 수상했는데 여성 1958년 레스 걸스에서의 연기로 뮤지컬/코미디 부문 골든 글로브를 또 한 번 수상하며 동료 배우인 케이 켄달과 동률을 이뤘다.
1958년, 그녀는 최고 신인 여성 인물로 황금 로렐상 후보에 올랐다. 1959년에는 케네스 모어와 함께 '39계단'에 출연했다.
1975년, 그녀는 Where's Charley에서 도나 루시아 달바도레즈 역을 맡아 토니상 후보에 올랐는데 그녀는 구이도 콘티니의 어머니 역으로 브로드웨이 오리지널 프로덕션 나인에 출연했다.
1989년, 그녀는 아니타 로스가 각색한 콜레트 소설에서 체리 역의 레아 역을 맡았습니다. 1980년에 그녀는 닥터 역을 맡았다. CBS 주간 드라마 드라마 가이딩 라이트의 잉그리드 피셔이고 1980년부터 1982년까지 그녀는 ABC 드라마 '원 라이프 투 리브'에서 거물 아사 뷰캐넌의 1번째 아내인 올림피아 뷰캐넌 역을 맡았다. 아사에게 몇 달 동안 포로로 잡혀 있던 그녀의 캐릭터는 의상 파티에서 발코니에서 넘어지는 기억에 남는 죽음의 장면을 연출했다.

### 결혼 생활
1960년 이혼으로 끝난 칼-구스타브 비요르켄하임과의 첫 결혼으로 태어난 그녀의 아들은 핀란드계 미국인 재즈 기타리스트 라울 비요르켄하임이고 1985년, 엘그는 이탈리아 태생의 교육자이자 사회학 교수인 로코 카포랄레와 결혼했다. 엘그는 뉴욕 맨해튼의 어퍼 이스트 사이드에서 오랫동안 살았지만 나중에 핀란드로 돌아갔기 때문에 엘그는 미국과 핀란드 이중 국적자였다.

### 사망
엘그는 2025년 5월 15일 헬싱키의 한 요양원에서 95세의 나이로 사망했다.

## 출연 작품
- 로즈 앤 그레고리 (1996)
- 돈 드링크 워터 (1994)
- 리베스트럼 (1991)
- 뉴욕의 헤라클레스 (1970)
- 원 라이프 투 리브 (1968)
- 솔로몬의 황금 (1959)
- 39 계단 (1959)
- 레스 걸스 (1957)
- 프로디갈 (1955)